# 阿格賈貝迪區
阿格賈貝迪區是阿塞拜疆的一個區，位於該國中南部，西鄰納戈爾諾-卡拉巴赫。面積約1,760平方公里，人口108,500人。首府阿格賈貝迪。
1930年建區。